# Chris Slade
Chris Slade, född 30 oktober 1946 i Wales, är en brittisk trumslagare. Han har spelat med många olika artister och band, till exempel Manfred Mann's Earth Band, Uriah Heep, Tom Jones, AC/DC och Asia. 

## Diskografi (urval)
Med Tom Jones
- Along Came Jones (1965)
- A-Tom-ic Jones (1966)
- From The Heart (1966)
- Green, Green Grass of Home (1967)
- Live: at the Talk of the Town (1967)
- 13 Smash Hits (1967)
- Delilah (1968)
- Tom Jones Live In Las Vegas (1969)

Med Manfred Mann's Earth Band
- Manfred Mann's Earth Band (1972)
- Glorified Magnified (1972)
- Messin' (1973)
- Solar Fire (1973)
- The Good Earth (1974)
- Nightingales & Bombers (1975)
- The Roaring Silence (1976)
- Watch (1978)

Med Uriah Heep
- Conquest (1980)

Med AC/DC
- The Razors Edge (1990)
- Live at Donington (1992)
- AC/DC Live (1992)